# Зоопарк Наньчан
Зоопарк Нан-чанг (南昌 动物园 Nán-chāng dòng-wù-yuán) — зоопарк у місті Наньчан, столиці провінції Цзянсі. Відкритий нещодавно, зоопарк ще розширюється та упорядковується, але вже має популярність серед туристів.

## Події
- 27 січня 2008 - тут успішно пройшла перша у світі операція по резекції катарактиу південно-китайського тигра. Тигреня народилося 8 лютого 2007 року в Шанхаї. Воно є одним з тих двох південно-китайських тигрів, що вижили дотепер, з'явившись на світ у результаті штучного запліднення, і прибули до Наньчану в жовтні 2007 року. Вважається, на планеті залишилося всього 72 особи південно-китайського тигра, переважна частина з них міститься в зоопарках Китаю. У грудні 2007 р. лікарі поставили йому діагноз "вроджена катаракта обох очей". У звіра порушився зір, що завадило б йому вживати їжу. Медики вважають, що причиною захворювання стали недоліки запліднення. Під час операції що тривала годину тигреняті видалили обидві катаракти, а за 20 хвилин після операції малюк прийшов до тями. Його спостерігали протягом двох місяців - зір у пацієнта повністю відновилося. На тому ж він додав у вазі 20 кг.